# Arp 240
Arp 240 zijn twee op elkaar inwerkende spiraalstelsels in het sterrenbeeld Maagd. De twee stelsels staan samen als Arp 240 vermeld in de Atlas of Peculiar Galaxies. Het rechtse stelsel staat bekend als NGC 5257, terwijl het linkse stelsel bekend staat als NGC 5258. Beide stelsels zijn vervormd door de zwaartekrachtinteractie, en beide zijn verbonden door een getijdenbrug, zoals te zien is op afbeeldingen van deze stelsels.